# Catharine (Nowy Jork)
Catharine – miasto w Stanach Zjednoczonych, w stanie Nowy Jork, w hrabstwie Schuyler.